# Symboles des monnaies impériales romaines
Les symboles des monnaies impériales romaines sont des motifs présents sur les pièces de monnaie frappées du temps de l'Empire. 
Les avers des monnaies impériales romaines présentent la plupart du temps le symbole figurant l'autorité, à partir de la fin du Ier siècle av. J.-C.
Au revers, figurent :
- les activités officielles du souverain : revues militaires, discours, libéralités ;
- les faits d'armes : trophées, captifs enchaînés, allégories des peuples vaincus ;
- les diverses divinités vénérées par la religion de l'Empire : Junon, Vesta, Cérès, etc. ;
- les attributs associés aux divers souverains : instruments de sacrifice, couronne civique ;
- les personnifications allégoriques de qualité ou de vertu, associées au souverain et à sa famille : la Fertilité, l'Abondance, la Bonne Fortune, etc.

## Symboles personnifiés
On trouvera ci après, la liste des déités apparaissant sur les monnaies romaines.
- Abundantia : Abondance. Figure féminine qui tient une Corne d'abondance ou est en train de la déverser généreusement.
- Aequitas : équité, conduite loyale. Figure féminine tenant une balance, une corne d’abondance ou un sceptre.
- Aeternitas : éternité, stabilité. Figure féminine ou masculine qui porte une sphère, une torche, le phénix et un sceptre, ou bien porte les têtes du soleil et de la lune.
- Annona : récolte du grain. Figure féminine qui porte des épis de blé et corne d’abondance, d'habitude avec une figure de proue et un modius à côté
- Bonvs Eventvs : semblable à la Fortune présente un personnage nu qui porte une gerbe d’épis et une corne d’abondance dans la main gauche et une patère (coupe de sacrifice) dans la main droite qu’il verse sur un autel allumé.
- Caritas : Deux mains en signe de salut
- Clementia : clémence, piété. Figure féminine qui tient un rameau et sceptre, et souvent apparaît appuyée sur une colonne.
- Concordia : harmonie. Figure féminine qui tient une coupe d’abondance et un sceptre, deux étendards ou 2 mains jointes.
- Constantia : constance, persévérance.
- Claritas : la noblesse.
- Fecunditas : la fertilité. Concerne en général l'impératrice. Figure féminine avec sceptre, accompagnée d’enfants qui se tiennent droit à côté d’elle ou entre ses mains.
- Felicitas : prospérité. Figure féminine qui tient un caducée ou/et corne d’abondance ou un sceptre.
- Fides : Confiance. Figure féminine qui porte une coupe ou corne d’abondance et sème du grain.
- Fides Militvm ou Fides exercitum : la fidélité des soldats ou de l'armée. Figure féminine qui porte des étendards et sceptre
- Fortuna : Figure féminine qui tient une rame-gouvernail, souvent posée sur une sphère à côté d’une corne d'abondance. Quelquefois, porte un rameau d'olivier ou une coupe
- Genivs : le Génie. Figure masculine nue ou avec manteau avec modius (cercle de couronne) sur la tête et une corne d’abondance. La figure du Génie apparaît pour la première fois sous Néron et la dernière sous Hélène, femme de Julien.
- Hilaritas : l'allégresse. Figure féminine qui tient une palme et corne d’abondance, sceptre ou coupe. Parfois accompagnée d’enfants.
- Honos : l'honneur. Homme semi-nu avec corne d’abondance, accompagné par la vertu, avec le pied sur un heaume. La représentation de l’honneur débute avec les bronzes de Vitellius pour finir avec ceux de Antonin le Pieux.
- Indulgentia : indulgence, charité. Figure féminine qui porte une coupe et sceptre.
- Iustitia : la Justice. Matrone assise qui tient coupe et sceptre. Apparaît pour la première fois sous Livia femme d'Auguste, et la dernière fois sur une monnaie posthume de Constantin Ier auquel est ajouté le titre venerabilis.
- Ivventas/us : la Jeunesse. Les représentations de cette monnaie débutent avec les frappes de Marc Aurèle qui représentent une jeune fille demi-nue qui sème d’une coupe l'offrande de grain et encens. Caracalla par contre se représente lui-même avec la légende « juventa imperii ». Le titre de Princeps juventutis (prince de la jeunesse) est traditionnellement réservé aux fils de l'Empereur lorsqu'ils sont césars.
- Jucunditas : plaisir. Apparu jusqu’à aujourd’hui sur un unique exemplaire alexandrin de Sévère Alexandre, est semblable à l'Hilaritas et à la Laetitia.
- Laetitia : la Joie. Figure féminine qui porte une guirlande et un sceptre (il existe des variantes).
- Liberalitas : libéralité. Figure féminine tenant un abaque et une corne d’abondance.
- Libertas : liberté. Figure féminine portant le heaume et sceptre.
- Nobilitas : noblesse. Figure féminine portant le palladium et un sceptre.
- Ops : opulence. Figure féminine portant épis de grain et sceptre.
- Patientia : tolérance. Figure féminine portant un sceptre.
- Pax : la Paix. Figure féminine portant un rameau d’olivier et sceptre.
- Pietas : l'Obéissance, la Piété. Figure féminine souvent voilée.
- Providentia : La Providence, la Prévoyance. Figure féminine portant un bâton avec lequel elle désigne un globe à ses pieds.
- Pudicitia : la bienséante Pudeur, la dignité de l'épouse au foyer, la modestie, la chasteté. Figure féminine portant le sceptre, généralement voilée.
- Salvs : la santé, la sécurité, le bien-être. Figure féminine portant le sceptre et une patère avec laquelle elle nourrit un serpent.
- Securitas : confiance, sécurité. Figure féminine portant patère (coupe) ou sceptre.
- Spes : l'espérance. Figure féminine portant une fleur.
- Uberitas - Ubertas : la fertilité. Figure féminine portant corne d’abondance ou bourse ou bien une grappe de raisin.
- Victoria : Victoire. Figure féminine portant une couronne et une palme (plusieurs variantes)
- Virtvs : le Courage, la Valeur militaire. Figure masculine, en général l'empereur en armure portant lance et bouclier, ou bien Hercule.

Exemples
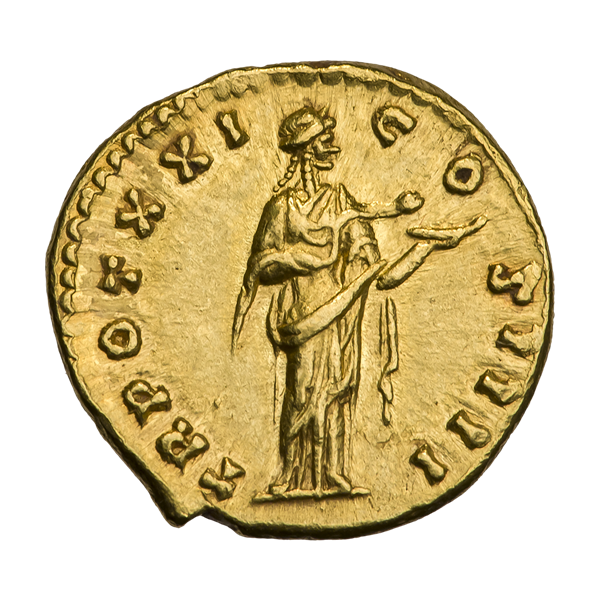
Salus, en l'honneur d'Antonin le Pieux
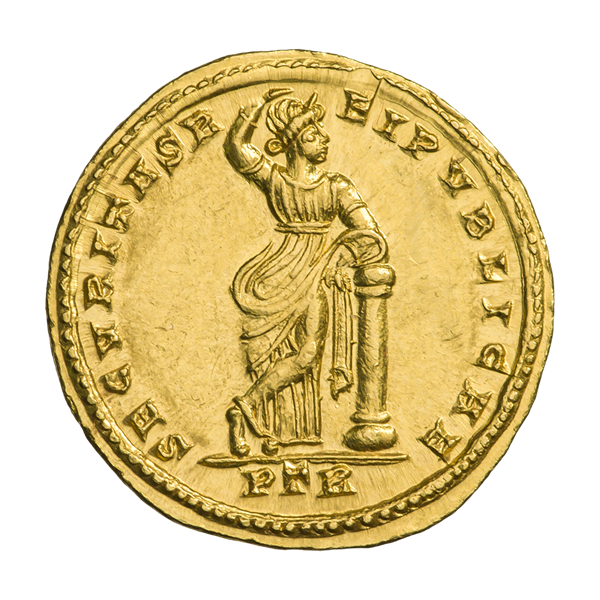
SECVRITAS REIPVBLICAE
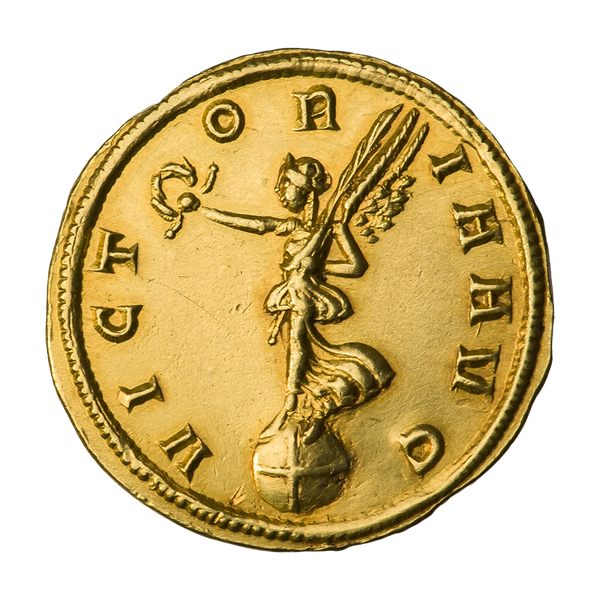
VICTORIA AVG, aureus de Carus
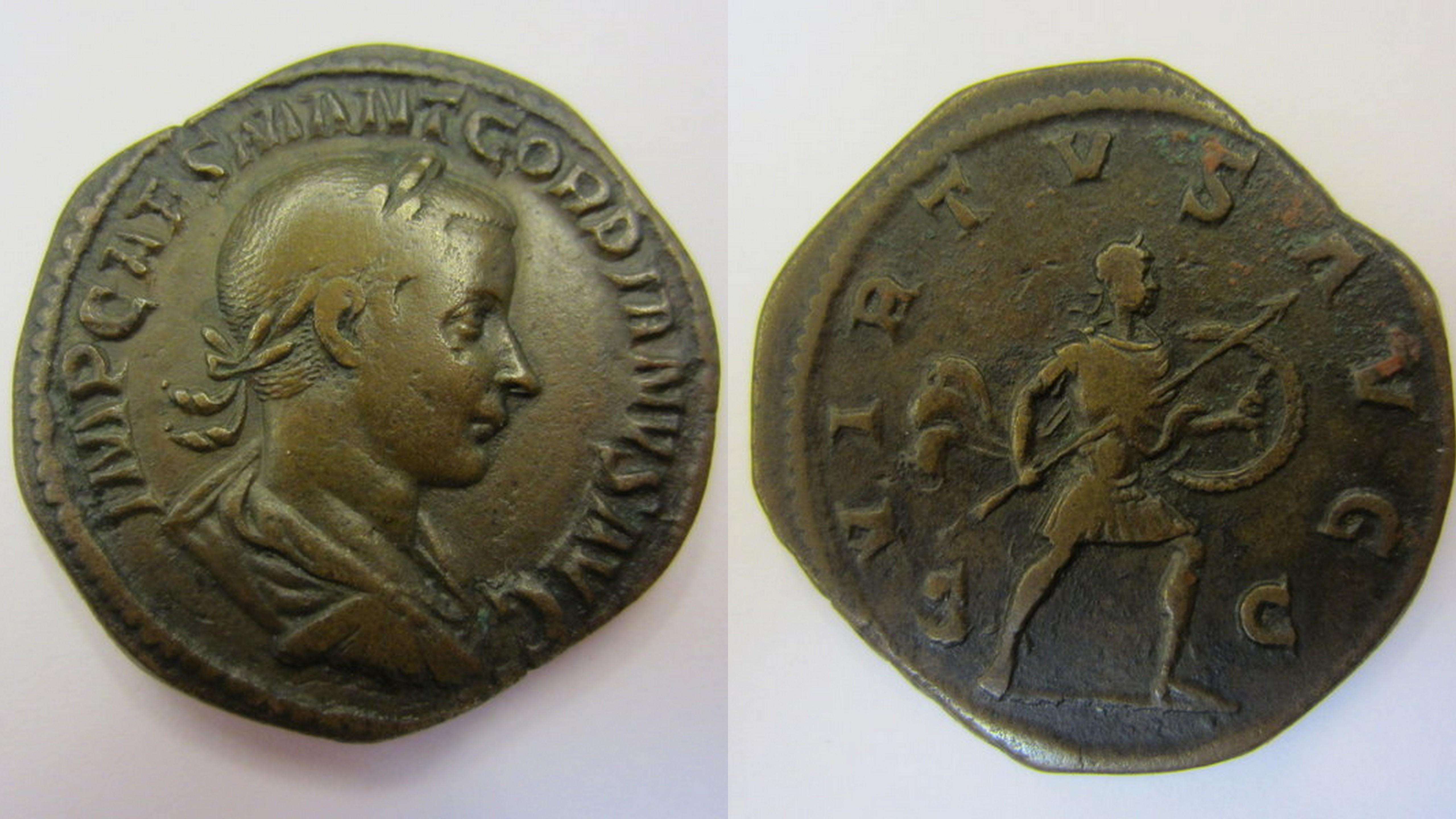
VIRTVS AVG Gordien III avançant à droite, tenant une lance et un bouclier